# Gallato di epigallocatechina
L'epigallocatechina gallato (o EGCG) è un tipo di catechina ed è la più abbondante catechina nel tè, e in particolare nel tè verde.
L'epigallocatechina-3-gallato è un antiossidante che aiuta a proteggere la cute dai danni prodotti dalle radiazioni UV.
Si trova in molti integratori alimentari.

## EGCG in HIV e nella Fibrosi Polmonare
Diverse ricerche hanno dimostrato l'attività:
- antivirale della EGCG,
- antiossidante idrosolubili, col vantaggio che l'eccesso è escreto dal corpo senza accumuli: 100 volte più potente della vitamina C, 25 volte più potente della vitamina E, 2 volte più del resveratrolo nella protezione di cellule e DNA[2][3]. Secondo i ricercatori il tè nero e il tè oolong, più consumati negli USA, hanno molto meno potere antiossidante del tè verde: la ECGC è in eguali concentrazioni, ma nel tè verde è assorbita subito, mentre negli altri non è preservata dall'ossidazione prima che inizi la digestione[4].
- antinfiammatoria: inibisce interleuchina 6 e 8, citochine pro-infiammatorie, utile nel morbo di Crohn e nelle coliti ulcerose, e nella prevenzione del cancro al colon[5],
- antiaggregante piastrinica
- controllo della glicemia e diabete tipo I: per una moderata inibizione degli enzimi digestivi deputati alla digestione dei carboidrati.

EGCG e altre catechine (Fujiki et al., 2000) sembrano inibire il fattore alpha di necrosi tumorale, e di ridurre il legame dei 12-Otetradecanoylphorbol-13-acetate (TPA)-type e dell'acido okadaico ai rispettivi recettori, due dei principali agenti promotori del tumore.
L'EGCG in un piccolo studio pilota di 20 pazienti affetti da Fibrosi polmonare (Chapman HA, Wei Y. New England Journal Med 2020. DOI:10.1056/NEJMc1915189) è risultato essere un inibitore irreversibile della lysyl oxidase-like 2 (LOXL2) e della Trasforming Growth Factor Beta Receptor 1 e 2 kinase (TGFBR1/2). Al dosaggio giornaliero di 600mg per 14gg, si è osservata infatti una deplezione del collagene tipo I a livello polmonare, oltre alla riduzione di altri marcatori diretti e indiretti (periostina) della fibrogenesi. Naturalmente questi dati dovranno essere confermati da ulteriori studi.